# Fanano
Fanano est une commune italienne d'environ 3 100 habitants située dans la province de Modène, dans la région Émilie-Romagne, dans le Nord de l'Italie.

## Administration
| Période                                  | Période  | Identité           | Étiquette | Qualité |
| ---------------------------------------- | -------- | ------------------ | --------- | ------- |
| depuis 2004                              | En cours | Alessandro Corsini |           |         |
| Les données manquantes sont à compléter. |          |                    |           |         |

### Hameaux
Trignano, Fellicarolo, Canevare, Ospitale, Lotta, Serrazzone, Trentino.

### Communes limitrophes
Abetone Cutigliano, Fiumalbo, Lizzano in Belvedere, Montese, San Marcello Pistoiese, Sestola.

## Jumelages
- Fairbanks, Alaska, États-Unis.

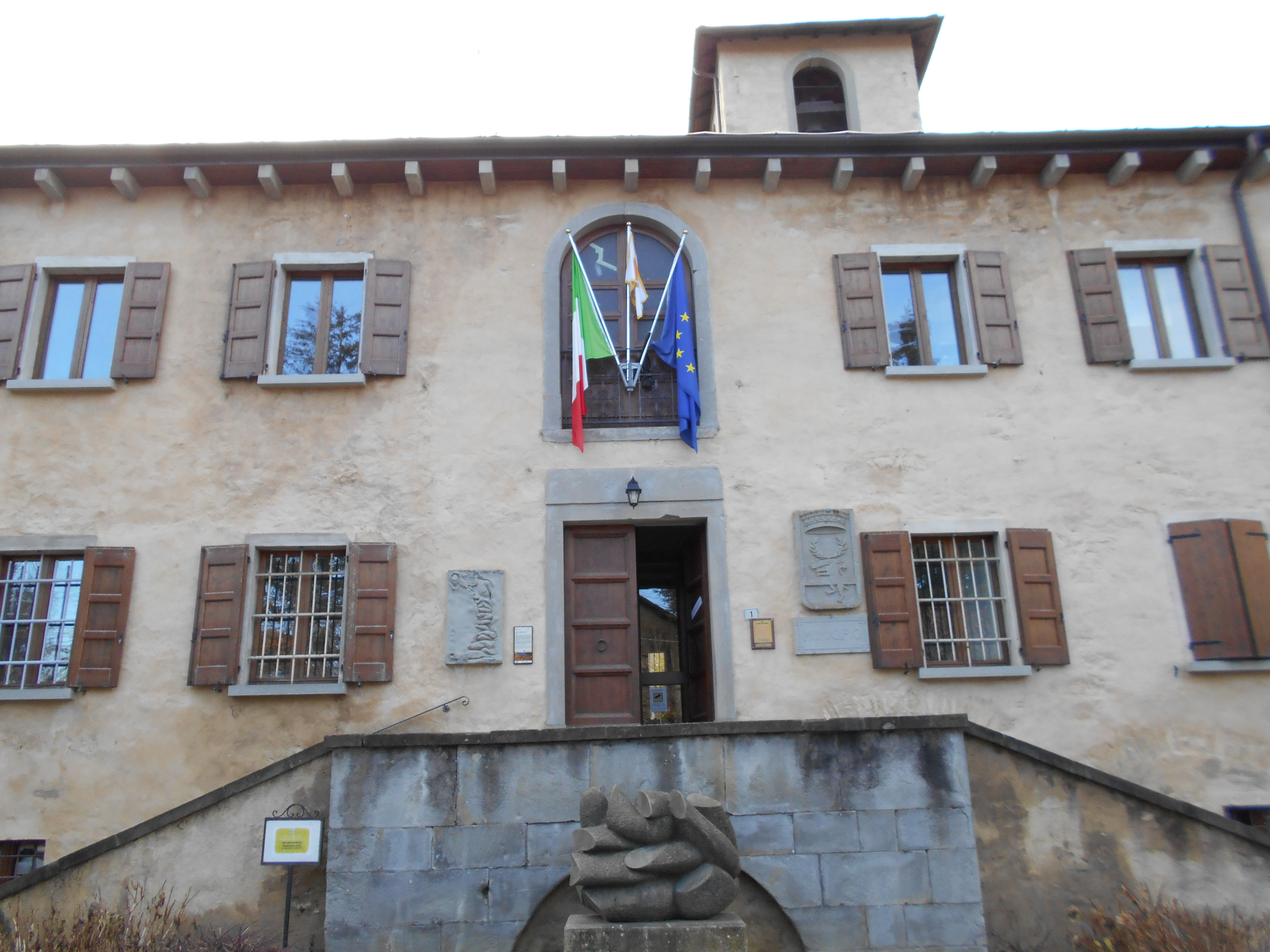
La mairie.